# Вышеславцев, Никита Васильевич
Ники́та Васи́льевич Вышесла́вцев — русский государственный и военный деятель первой четверти XVII века.

## Биография
Когда в Вологде собралось народное ополчение для освобождения захваченных поляками и их союзниками городов воевода Михаил Скопин-Шуйский, поручил Вышеславцеву возглавить его. Ополчение вышло из Вологды в феврале 1609 года и направилось на юг. 3 марта оно освободило город Романов, 16 марта двинулось к Ярославлю. К этому времени в его рядах было до 40 тысяч воинов. Повстанцам пришлось пробиваться с боями, путь до Ярославля ополчение проделало лишь за 22 дня.
7 апреля 1609 года Никита Вышеславцев стал вблизи города, около села Григорьевское. Навстречу ему вышел начальник польского гарнизона пан Тышкевич со своим отрядом. Вышеславцев разделил войско: в глубине дороги были устроены засеки, за которыми расположилась часть войск, лыжники укрылись в лесу у дороги, а передовой полк открыто пошёл вперёд. Когда он наткнулся на конный отряд Тышкевича, то по команде повернул обратно. Поляки начали преследование и попались в засаду, их положение усугубилось тем, что лошади вязли в глубоком и сыром снегу, а насильно мобилизованные в отряд ярославцы присоединились к ополчению. В результате битвы поляки и их союзники стали отступать и были полностью перебиты, а сам Тышкевич бежал. Оставшиеся в городе польские войска покинули Ярославль. На следующий день туда вступило ополчение, которое торжественно встретили в городе.
Будучи одним из воевод Ярославля, Вышеславцев вместе с Силой Гагариным возглавлял оборону Ярославля от последовавшего нападения интервентов.
Затем Вышеславцев был Новгородским уполномоченным для предложения русского престола шведскому королевичу Карлу Филиппу в 1613 году, составителем писцовых книг по Устюжне в 1625 году.